# Lepidium latifolium
Rompepiedras o mastuerzo silvestre (Lepidium latifolium L.), es una planta perenne perteneciente a la familia Brassicaceae.

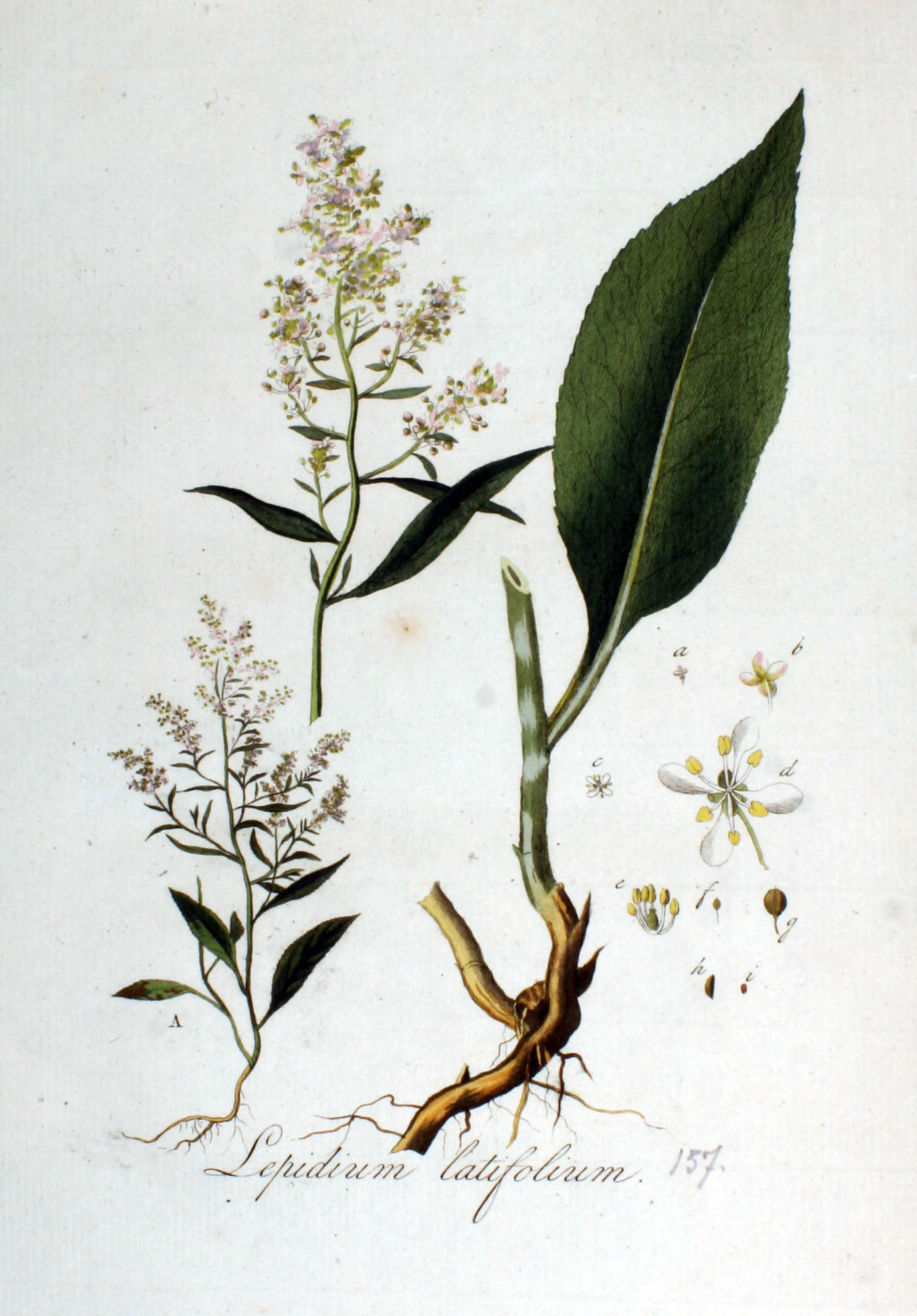
Ilustración

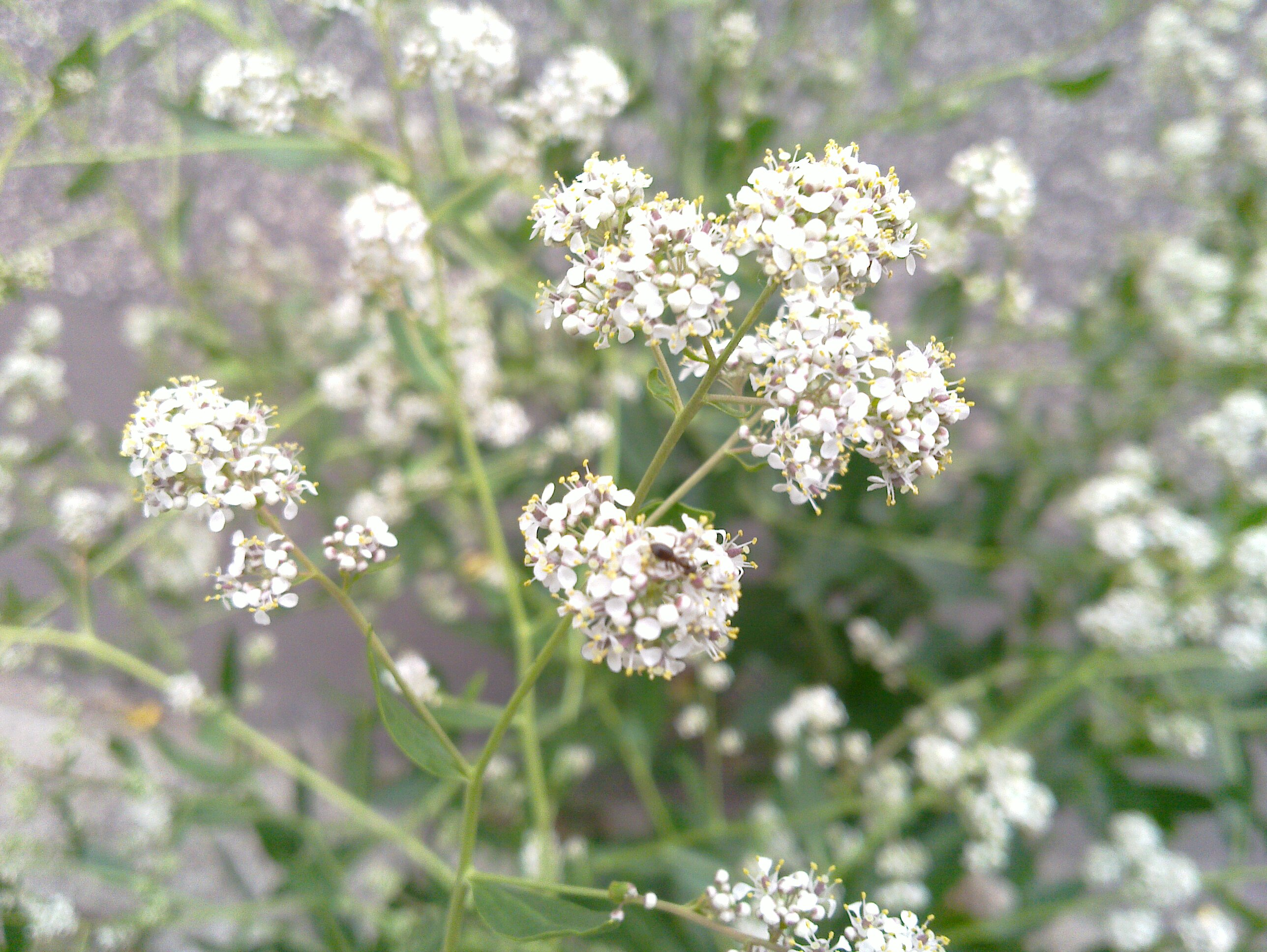
Flores

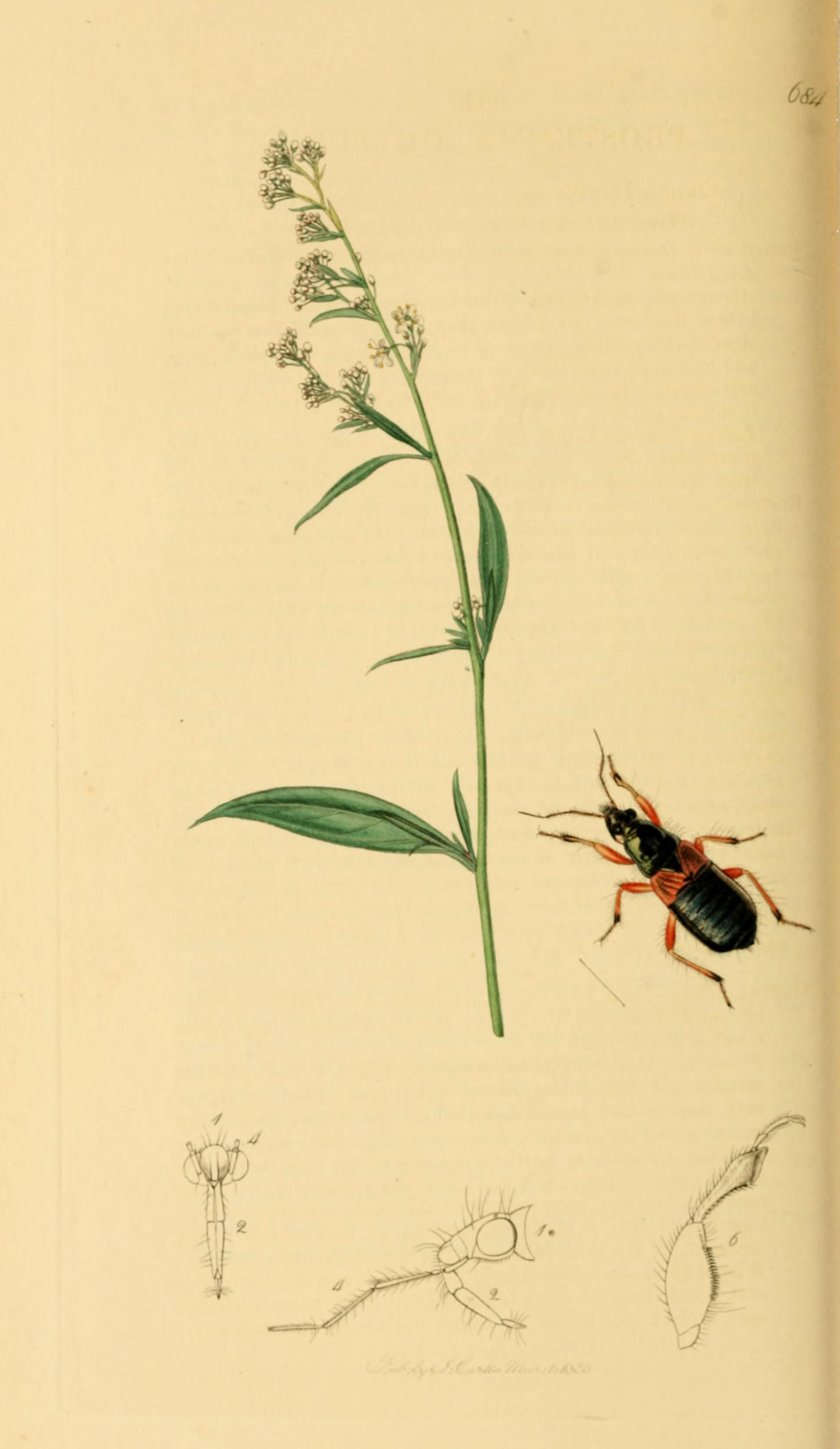
Ilustración

## Distribución
Nativa en la región mediterránea y la franja árida que alcanza por Asia hasta el  Himalaya. Introducida en Norteamérica donde se cultiva en EE. UU. y México y se ha asilvestrado, constituyendo una especie con potencial invasivo que causa perjuicios al empeorar la digestibilidad de los pastos segados que la contienen.

## Descripción
La planta alcanza 30-100 cm de altura, pero puede llegar a los 2 metros. La planta tiene numerosas ramas leñosas, alternando hojas y grupos de pequeñas flores blancas. Produce pequeños frutos  (1.6 mm), cada uno conteniendo dos semillas rojizas.

## Propiedades
Se utiliza la parte aérea entera. Su máximo efecto se ha conseguido cuando se utiliza la planta fresca.
L. sativum  contiene una esencia sulfurada a la que se le atribuyen propiedades aperitivas, tónico estomacales, diuréticas y antiescorbúticas. También contiene gomas y mucílagos.
En uso externo su acción es rubefaciente (semejante a la de la mostaza) por lo que suele emplearse en caso de dolores artrósicos, ciática, etc.
Se usa tradicionalmente en caso de cálculos de las vías urinarias, como otras especies del género, y de aquí viene su nombre común de "rompepiedras" [cita requerida].

## Taxonomía
Lepidium latifolium fue descrita por Carlos Linneo y publicado en Species Plantarum 2: 644. 1753.
Citología
Número de cromosomas de Lepidium latifolium (Fam. Cruciferae) y táxones infraespecíficos: 2n=24
Etimología
Lepidium: nombre genérico que deriva del griego, y significa "pequeña escama", en referencia al tamaño y forma de los frutos (silicuas).
latifolium: epíteto latíno que significa "con las hojas anchas"
Sinonimia
- Lepidium   sibiricum   Schweigg.   [1812]
- Lepidium affine Ledeb. [1821]
- Nasturtium latifolium (L.) Kuntze [1891]
- Nasturtiastrum latifolium (L.) Gillet & Magne [1863]
- Lepidium dioscoridis Bubani [1901]
- Lepia latifolia (L.) Desv. [1815]
- Crucifera latifolia (L.) E.H.L.Krause [1902]
- Cardaria latifolia (L.) Spach[8]

## Nombre común
- Castellano: candelero de Salomón, elepidio, hierba para los cálculos de riñón, hoja de fraile, lepidio (9), lepidio de Plinio (2), lepidio de hoja ancha (4), mastuerzo mayor (5), mastuerzo montesino (4), mastuerzo salvage, mastuerzo salvaje (3), mastuerzo silvestre mayor (2), piperisa (5), piperisas, piperitis (4), rompepiedra, rompepiedras (5), seiteraje.(el número entre paréntesis indica las especies que tienen el mismo nombre en España)[9]